# Heinrich Christian Baader

Heinrich Christian Baader

Heinrich Christian Baader (* 30. Januar 1847 in Deidesheim, Pfalz; † 29. Juli 1928 in Timișoara, Königreich Rumänien) war ein deutscher Ingenieur, Direktor der Timișoaraer Straßenbahngesellschaft (1867–1918), Stadtrat und Senator.

## Leben und Wirken
Heinrich Baader wurde 1847 im pfälzischen Deidesheim als Sohn von Nikolaus Baader und Theresia Zimmermann geboren. 1867 kam er als junger Ingenieur von Ofen ins damalige Temesvár, wo er mit dem Aufbau der 1869 eröffneten städtischen Pferdebahn beauftragt wurde. Er fungierte anschließend bis 1918 als Direktor des Verkehrsunternehmens, das heißt, er war später auch noch Betriebsleiter der 1899 eingeführten elektrischen Straßenbahn. 1873 wurde Baader außerdem zum Stadtrat ernannt und förderte als solcher bis 1918 für die technische Entwicklung Temesvárs.
Baader leitete den Bau der Oberrealschule, des Franz-Joseph-Theaters, der Hunyadi-Brücke, der innerstädtischen römisch-katholischen Stadtpfarrkirche, der innerstädtischen Kommunalschule und der Fabriker Mädchenschule.
Nachdem er einige Studienreisen unternommen hatte, leistete Baader einen entscheidenden Beitrag zur Einführung der Elektrifizierung der Stadt und der Straßenbahn. Seiner Hartnäckigkeit und seiner Überzeugungskraft ist es zu verdanken, dass die Straßenbahngesellschaft 1899 endlich nachgab und die elektrische Straßenbahn einführte. Baader war auch derjenige, der 1903 die Kommunalisierung der elektrischen Straßenbahn für 2,6 Millionen Kronen zur Zufriedenheit aller abwickelte.
Ihm zu Ehren schuf die Stadt 1909 die „Baader-Stiftung“ mit 20.000 Kronen für ein Technikstipendium.

## Mitgliedschaften
- Mitglied der städtischen Baukommission
- Vizepräses (1909) und Präses (1918) der Temesvarer Handels- und Gewerbekammer
- Direktor der Temesvárer Lloyd-Gesellschaft (1912)
- Vorsitzender der Freiwilligen Feuerwehr
- Vorsitzender des ungarischen Musik- und Gesangvereins

## Ehrungen
- Orden der Heiligen Krone (1891)
- Ritterkreuz des Franz-Joseph-Ordens (1900)
- Ehrenbürger von Timișoara (28. Dezember 1927)[4]
- Strada Enric Baader im Stadtteil Fabrik,[5] unmittelbar angrenzend an das ehemalige Straßenbahndepot dort
- „Baader-Stiftung“ für ein Technik-Stipendium (1909)